# Alfred Brehm

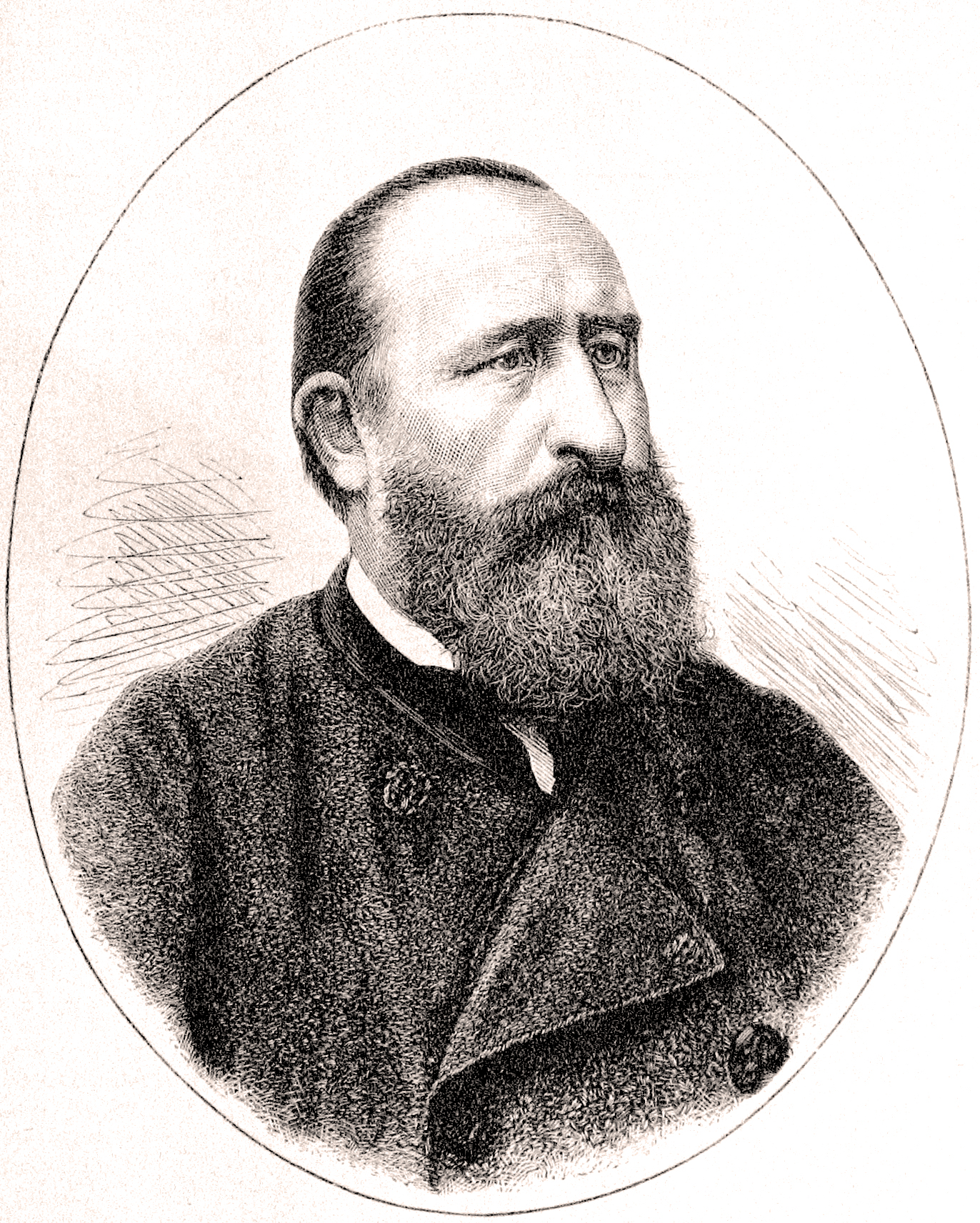
Alfred Brehm

Alfred Edmund Brehm (Unterrenthendorf, 2 februari 1829 - Renthendorf, 11 november 1884) was een Duitse zoöloog en ornitholoog die diverse dierkundige- en reisverhalen heeft geschreven. Zijn bekendste werk is het populairwetenschappelijke Het Leven der Dieren. Met een ander werk, Brehms Tierleben, werd zijn naam een begrip voor populairwetenschappelijke werken op het gebied van de dierkunde. Ook heeft hij verscheidene grote reizen (veelal expedities) ondernomen.

## Levensloop
Brehm groeide op in het dorpje Unterrenthendorf in Thüringen. Zijn vader, dominee Christian Ludwig Brehm, was een bekend ornitholoog en had een grote verzameling opgezette vogels. Brehm raakte geïnteresseerd in zoölogie door zijn vaders onderzoek. Na een korte tijd architectuur te hebben gestudeerd, vergezelde Brehm de ornitholoog Johann Wilhelm von Müller op een expeditie naar Egypte, Soedan en de Sinaï. De ontdekkingen waren zo belangrijk dat Brehm op twintigjarige leeftijd al werd toegelaten tot de Deutsche Akademie der Wissenschaften Leopoldina.
Na zijn terugkeer begint Brehm in 1853 met een studie natuurwetenschappen aan de Universiteit in Jena. In 1855, al na vier semesters, sloot hij zijn studie af met een promotie. Daarna, in 1856, vertrok hij met zijn broer Reinhold Brehm voor een tweejarige reis naar Spanje. Na terugkomst vestigde hij zich als schrijver in Leipzig en schreef vele artikelen voor populaire tijdschriften. In 1858 werd hij in de vrijmetselarij opgenomen en in 1860 nam hij deel aan een expeditie naar Noorwegen en Lapland.
In mei 1861 trouwde Brehm met zijn nicht Mathilde Reiz, bij wie hij vijf kinderen zou krijgen. Hij ondernam nadien verschillende reizen. Zo nam Brehm in 1862 een uitnodiging aan van hertog Ernst II van Saksen-Coburg en Gotha om mee te gaan naar Abessinië. Na deze reis is Brehm nog regelmatig naar Afrika, Scandinavië en Siberië vertrokken. In 1878 en 1879 ondernam hij twee reizen naar Hongarije en Spanje op uitnodiging van kroonprins Rudolf van Oostenrijk, een amateur ornitholoog met wie hij, tot aan de dood van Rudolf, bevriend bleef. Naar aanleiding van deze reizen schreef hij artikelen die bij het publiek, vooral de bourgeoisie opvielen. Dit leverde hem de opdracht van Herrmann Julius Meyer van het Bibliographisches Institut op om een groot werk te produceren over de dierenwereld. Dit werd uiteindelijk wereldwijd bekend als Brehms Tierleben.
Van 1883 tot 1884 maakte hij een lezingenreis door de Verenigde Staten. In 1884 keerde hij terug naar Berlijn. Ondertussen was hij weduwnaar geworden en was een van zijn kinderen overleden. Om tot rust te komen vestigde Alfred Brehm zich in juli van dat jaar in zijn geboorteplaats Renthendorf, waar hij uiteindelijk nog datzelfde jaar in november op 55-jarige leeftijd overleed.